# Parade de cirque
Parade de cirque eller Taskspelarna är en oljemålning av den franske neoimpressionistiske konstnären Georges Seurat. Den målades 1887–1888 och ingår sedan 1960 i Metropolitan Museum of Arts samlingar i New York. 
Den stundom förekommande svenska titeln Taskspelarna innehåller ett äldre och ibland nedsättande ord om kringresande marknadsgycklare eller trollkonstnärer. Den engelska titeln är Circus Sideshow där det andra ordet även kan användas på svenska för en scen utanför cirkustältet där artister uppträder i syfte att locka in publik till huvudscenen.  
Målningen visar cirkusmusiker från Circus Corvi som spelar vid en marknadsdag på Place de la Nation i Paris. I bildens nedre högerhörn köar parisare för att köpa biljett till cirkusen. 
Seurat ställde ut de pointillisitksa målningarna Parade de cirque och Modeller på independenternas salong 1888, en konstsammanslutning som han själv medverkat i att grunda 1884. Han återkom till cirkustemat i sin sista viktiga målning, Cirkusen från 1891.